# Liste von Psychiatrien in Schleswig-Holstein
Die Liste von Psychiatrien in Schleswig-Holstein ist eine unvollständige Liste und erfasst ehemalige und aktuelle psychiatrische Fachkliniken des Landes Schleswig-Holstein.

## Liste
Chronologisch sortiert:
| Name                                                                                 | Ort                  | Gründung | Bemerkungen | Bild |
| ------------------------------------------------------------------------------------ | -------------------- | -------- | --- | ---- |
| Hornheim                                                                             | Kiel                 | 1845     | Auch „Heilanstalt Hornheim“. Wurde 1905 geschlossen.                                                                         |      |
| Helios Fachklinik Schleswig                                                          | Schleswig            | 1852     | Kinder- und Jugendpsychiatrie und -psychotherapie, ehemals „Provinzial-Irren-Heil- und Pflegeanstalt“                        |      |
| Psychiatrisches Zentrum Kropp                                                        | Kropp                | 1892     | ehemals „Privat-, Irren-, Heil- und Pflegeanstalt zu Kropp“, 1961 wiedereröffnet.                                            |      |
| Ameos Klinikum Neustadt                                                              | Neustadt in Holstein | 1893     | ehemals „Provinzial-Pflege-Anstalt bei Neustadt in Holstein“                                                                 |      |
| Heilanstalt Strecknitz                                                               | Lübeck               | 1912     | Bestand zwischen dem Ersten Weltkrieg und der Zeit des Nationalsozialismus. Sie ist heute die Psychiatrische Klinik des UKSH |      |
| Psychiatrisches Krankenhaus Rickling                                                 | Rickling             | 1931     | [ 1 ] |      |
| Ameos Klinikum Heiligenhafen                                                         | Heiligenhafen        | 1947     | Gegründet als Landeskrankenhaus.                                                                                             |      |
| Heinrich Sengelmann Kliniken                                                         | Bargfeld-Stegen      | 1964     | |      |
| Schön Klinik Bad Bramstedt                                                           | Bad Bramstedt        | 1993     | |      |
| Zentrum für Integrative Psychiatrie (ZIP) am Universitätsklinikum Schleswig-Holstein | Kiel                 |          | |      |
| Brücke Schleswig-Holstein, Psychiatrische Tagesklinik Heide                          | Heide                |          | [ 2 ] |      |
| Fachklinik für Rehabilitation der DIAKO Nordfriesland                                | Breklum              |          | Einrichtung der DIAKO Nordfriesland                                                                                          |      |